# Enrique de Almain
Enrique de Almain (Castillo de Haughley, 22 de noviembre de 1235-Castillo de Berkhamstead, 13 de febrero de 1271) fue el tercer hijo de Ricardo de Cornualles y su primera esposa, Isabel Marshal; nieto por tanto del rey Juan I de Inglaterra.  Su sobrenombre "de Almain" se debe a como pronunciaban los nobles ingleses el francés d'Allemagne (Alemania), quienes le llamaban así, dado que su padre era el Rey de los Romanos (rey de Almayne, o en español, rey de Alemania).
Fue nombrado caballero por su padre el 18 de mayo de 1257, un día después de su coronación, en Aquisgrán, mismo lugar dónde se coronaban a los emperadores del Sacro Imperio tradicionalmente.
Como sobrino tanto de Enrique III de Inglaterra como de Simón V de Montfort, dudó en que bando debía participar durante la segunda guerra de los Barones. No obstante, finalmente apoyó el bando del rey, por lo que se encontró entre los rehenes de su tío Simón tras la Batalla de Lewes (1264); fue retenido en el castillo de Wallingford hasta su posterior liberación.
En 1268, tomó la cruz junto a sus primos Eduardo y Edmundo; no obstante, Enrique fue enviado a Sicilia para pacificar Gascuña, mientras Eduardo tomó una ruta terrestre con Carlos I de Sicilia y Felipe III de Francia.
Mientras estaba presente en una misa en la Iglesia de San Silvestre, Viterbo, el 13 de marzo de 1271, fue asesinado por sus primos, Simón y Guido, en venganza por la muerte de su padre y su hermano mayor en la Batalla de Evesham. Fue sepultado en la abadía de Hailes.

## Matrimonio
El 5 de mayo de 1269, Enrique desposó a Constanza de Montcada (m. 1299), segunda hija de Gastón VII de Bearne, en el Castillo de Windsor. Como no tuvo hijos de este matrimonio, por lo que su medio hermano Edmundo se convirtió en el heredero de su padre.

## Enrique en la literatura
La muerte de Enrique es recordadaq en la Divina Comedia de Dante Alighieri, escrita cuarenta años después de su asesinato. El autor sitúa a Guido de Montfort en el Séptimo Círculo del Infierno como a otros asesinos.